# Xã Rich Hill, Quận Livingston, Missouri
Xã Rich Hill (tiếng Anh: Rich Hill Township) là một xã thuộc quận Livingston, tiểu bang Missouri, Hoa Kỳ. Năm 2010, dân số của xã này là 1.406 người.